# Nicolas Bonaventure
Nicolas Melchiadès Bonaventure (Thionville, 7 oktober 1753 - Jette, 24 april 1831) was een rechter onder het Frans keizerrijk en burgemeester onder het Verenigd Koninkrijk der Nederlanden.

## Levensloop
Vader Georges Bonaventure verbleef vanaf 1747 in de Zuidelijke Nederlanden, waar hij herstelde van verwondingen opgelopen als soldaat in het Franse leger tijdens het Beleg van Maastricht door de Fransen. Hij leerde er de Doornikse Madeleine Duvivier kennen. Na hun huwelijk vestigden ze zich in Thionville waar Georges Bonaventure geboren was en waar hij meester-bakker werd. Toen hij in 1769 overleed keerde de weduwe met haar kinderen naar Doornik terug.
Nicolas had net zijn middelbare studies aan het college van Metz beëindigd en kon vanaf 1772 de rechten gaan studeren in Leuven. Hij bleef er niet onopgemerkt want, amper twintig, stichtte hij er met enkele kameraden een vrijmetselaarsloge. Het vele nachtlawaai dat ze veroorzaakten, leidde tot klachten vanwege de academische overheid en logeactiviteiten werden verboden door de burgerlijke overheid.
In 1775 vestigde Bonaventure zich als advocaat in Doornik en liet zich tot burger van de stad nationaliseren. In 1783 werd hij adjunct-raadspensionaris.
Tijdens de Brabantse Omwenteling bleef hij in dienst van de Doornikse magistraten. Hij werd vaak als hun afgevaardigde naar Brussel gestuurd en nam er deel aan de beraadslagingen van de Staten-Generaal. Toen de Oostenrijkers er weer waren, kon Bonaventure zich in Doornik handhaven. Hij verdedigde verder de Doornikse belangen tegenover de keizerlijke regering in Brussel.

## Franse Tijd
Hij was gewonnen voor de Franse Revolutie en toen het Franse leger zich in november 1792 aanmeldde, stond Bonaventure klaar om de sleutels van de stad te overhandigen. Hij kreeg voortaan een voorname plaats onder de stadsbestuurders. Tijdens de Tweede Oostenrijkse restauratie, was hij weer pensionaris. In juni 1794 stond hij weer paraat om de overname van Doornik door de Fransen te vergemakkelijken.
Hij werd lid van de Centrale administratie in België en werkte op alle vlakken met de Fransen mee. Na de aanhechting van de Zuidelijke Nederlanden bij Frankrijk op 1 oktober 1795, zetelde Bonaventure in de Conseil de Gouvernement, een tijdelijk raadgevend lichaam dat in november 1795 werd opgeheven.
Hij koos toen voorzitter te worden van het crimineel hof in Brussel. Hij kreeg weldra bekendheid door zijn kritische houding tegenover het Directoire. Hij werd dan ook door de regering vervolgd, die hem ontsloeg als voorzitter van het crimineel hof, wanneer bleek dat hij zich in 1797 kandidaat stelde voor de Raad van Vijfhonderd. Hij werd toch verkozen en trok naar Parijs om er te zetelen. Hij bekritiseerde onder meer het Directoire voor de verkoop van nationale goederen, wat niet belette dat hij er zelf aankocht en behoorlijk rijk werd. Hij kocht onder meer het domein van de abdij van Dielegem in Jette.
Het Consulaat betekende het einde van zijn parlementair mandaat en hij werd weer magistraat in Brussel: raadsheer bij het hof van beroep en voorzitter van het crimineel hof in het Dijledepartement.
Hij werd een aanzienlijke notabele. In 1804 werd hij ridder in het Franse Legioen van Eer en in 1811 werd hij in de empireadel opgenomen als baron. Hij behoorde weldra tot de rijksten van het departement waardoor hij lid werd van het departementale kiescollege en tot de hoogst aangeslagenen ging behoren van het departement. Zijn jaarlijks inkomen werd op 40 à 50.000 frank geschat.

## Forse tegenwind
Rond dezelfde tijd werd hij echter zeer ongunstig beoordeeld door procureur-generaal Frans Jozef Beyts. In zijn algemeen rapport over de Brusselse magistraten, schreef deze dat Bonaventure een frequente kroegenbezoeker was en er luidop over lopende rechterlijke zaken discussieerde. Hij beschuldigde er hem tevens van aan de basis te liggen van de beschuldigingen die een vierhonderdtal notabelen onterecht voor de rechtbank hadden gebracht.
Constantini, maire van Bonifacio op het eiland Corsica, schreef rond dezelfde tijd een confidentieel verslag voor Napoleon, waarin hij zeer negatieve oordelen formuleerde over de meeste leden van de Brusselse magistratuur. Zelfs aan de Brusselse politie vroeg men een geheim verslag aan over de magistraten. Hun oordeel was over heel wat magistraten zeer negatief. Over Bonaventure schreef de politie: "Hij is onverschillig voor zijn taak, hard, van een weerzinwekkende partijdigheid. Hij is te rijk, heeft dit ambt niet nodig en dit ambt heeft hem niet nodig."

## Burgemeester en industrieel
Hoewel hij een verweerschrift naar de overheid stuurde, werd Bonaventure niet meer herbenoemd en verdween hij uit de rechtbanken. Hij werd ambteloos burger maar werd in november 1812 tot maire benoemd van Jette-Ganshoren en bleef dit ambt uitoefenen tot aan zijn dood. Hij woonde er op het kasteel dat hij er in 1800 had gebouwd.
Naast het beheer van zijn aanzienlijke eigendommen werd Bonaventure ook industrieel, door zijn interesse voor steenkool. Vanaf 1806 begon hij, samen met Warocqué, aan de exploitatie van de mijn l'Olive in Morlanwelz. Na fusie met twee andere vennootschappen werd het een succesvolle onderneming. Hij werd ook mede-eigenaar van de mijnen Petit Forêt en Les Cembles in Châtelineau.
Ongehuwd gebleven, bedroeg de erfenis voor zijn twee zussen meer dan 800 ha eigendommen. Samen met renten, obligaties en aandelen vertegenwoordigde dit meer dan 2 miljoen goudfranken.
Het kasteel (later schoolgebouw geworden) en het park dat er rond werd aangelegd (eigendom van de gemeente), zijn in 2000 als onroerend erfgoed beschermd.

## Publicaties
- Livre noir de Tournay ou correspondance du ci-devant gouvernement autrichien de Bruxelles avec ses agents subalternes dans la province du Tournaisis, Doornik, 1790.
- Mémoire des bateliers de Tournai sur la navigation interne, Doornik, 1791.
- Réflexions sur la motion d'ordre faite par le représentant Bonaventure (...) à la séance du 19 Prairial, An V.